# Offside (ijshockey)
Offside of buitenspel is een regel in het ijshockey. Een speler staat buitenspel als hij eerder in het aanvallende vak is dan de puck. Als een speler al in het aanvallende vak staat en een medespeler schaatst met de puck aan de stick het aanvallende vak in, wordt het spel stilgezet in verband met buitenspel. In de neutrale zone wordt dan een face-off gehouden.
Als een puck in het vak geschoten wordt, terwijl er al een medespeler in het vak staat, wordt er niet meteen gefloten. De puck is namelijk niet in het bezit van een (aanvallend) team, dus wordt het spel doorgezet. Als alle aanvallers dan weer terug in het neutrale vak zijn geweest (de blauwe lijn aanraken is voldoende) wordt het buitenspel opgeheven, dit heet tag-up. Als een aanvallende speler de puck in het aanvallende vak aanraakt, voordat hij in de neutrale zone is geweest, wordt het spel wel stilgezet.